# Liste der Biografien/Fres
Liste der Biografien |
Portal Biografien |
Personensuche
# |
A |
B |
C |
D |
E |
F |
G |
H |
I |
J |
K |
L |
M |
N |
O |
P |
Q |
R |
S |
T |
U |
V |
W |
X |
Y |
Z |
?
 
Fa |
Fe |
Ff |
Fh |
Fi |
Fj |
Fk |
Fl |
Fm |
Fn |
Fo |
Fr |
Ft |
Fu |
Fy
 
Fra |
Frc |
Fre |
Frg |
Fri |
Frk |
Frl |
Fro |
Frr |
Fru |
Fry
 
Frea |
Freb |
Frec |
Fred |
Free |
Freg |
Freh |
Frei |
Frej |
Frek |
Frel |
Frem |
Fren |
Freo |
Frep |
Freq |
Frer |
Fres |
Fret |
Freu |
Frev |
Frew |
Frey |
Frez
Die Liste der Biografien führt alle Personen auf, die in der deutschsprachigen Wikipedia einen Artikel haben. Dieses ist eine Teilliste mit 94 Einträgen von Personen, deren Namen mit den Buchstaben „Fres“ beginnt.

## Fres

### Fresa
- Fresacher, Bernhard (* 1964), österreichischer Religionswissenschaftler und katholischer Theologe
- Fresacher, Walther (1884–1982), österreichischer Lokalhistoriker
- Fresán, Rodrigo (* 1963), argentinischer Schriftsteller, Übersetzer und Journalist

### Fresc
- Freschi, Héctor (1909–1993), argentinischer Fußballspieler
- Freschi, Pietro (1906–1973), italienischer Ruderer
- Fresco, Abraham (1903–1942), niederländischer Maler
- Fresco, Jacque (1916–2017), US-amerikanischer Wirtschaftsingenieur, Architekt, Sozial-Konstrukteur und Zukunftsforscher
- Fresco, Lucía (* 1991), argentinische Volleyballspielerin
- Fresco, Robert M. (1930–2014), US-amerikanischer Drehbuchautor und Produzent
- Fresco, Zohar (* 1969), israelischer Perkussionist (Rahmentrommel) und Komponist
- Frescobaldi, Dino (1271–1316), italienischer Dichter
- Frescobaldi, Girolamo (1583–1643), italienischer Organist und Komponist des BarockGirolamo Frescobaldi (1583–1643)

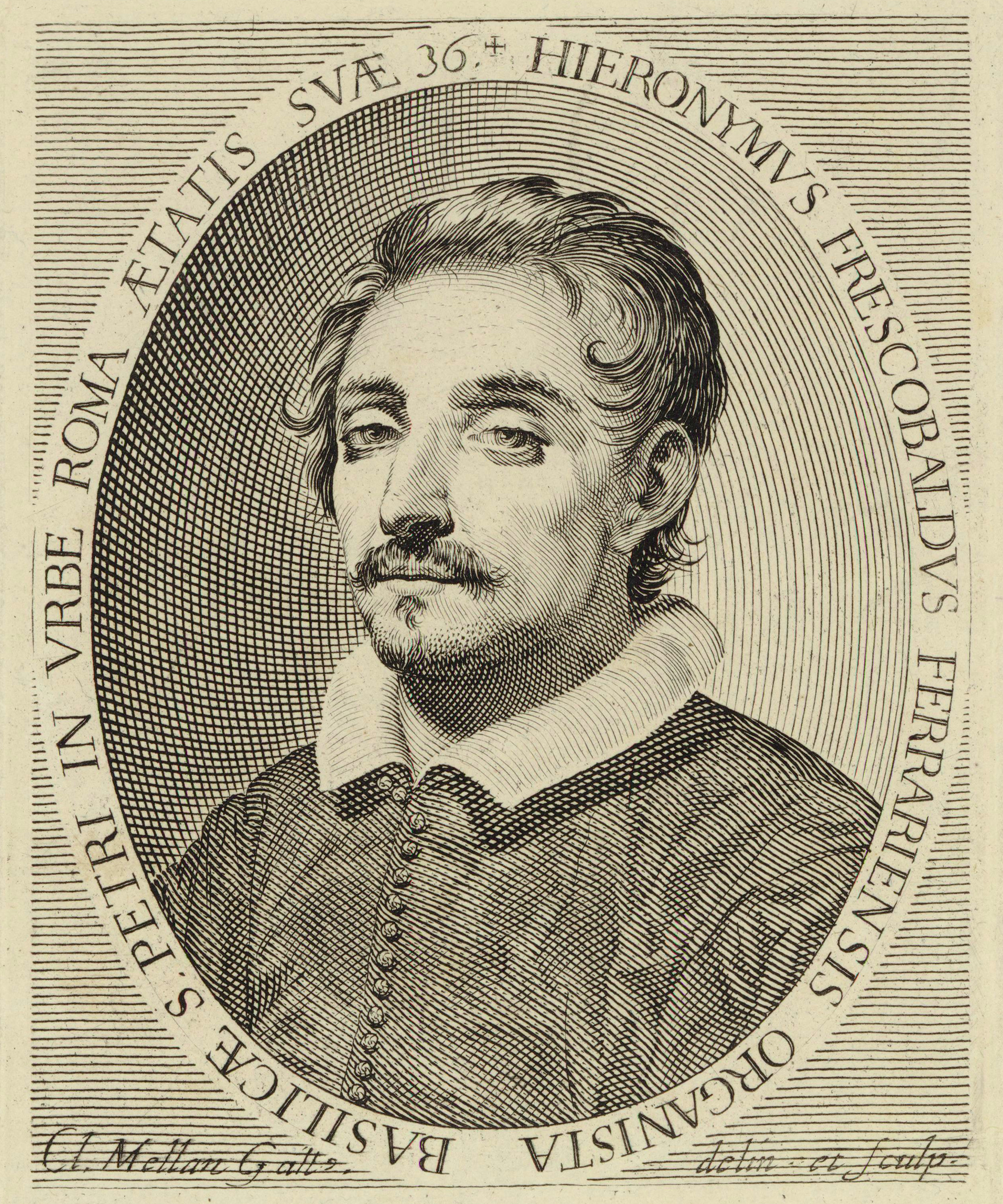
Girolamo Frescobaldi (1583–1643)

- Frescobaldi, Piero (1935–1964), italienischer Autorennfahrer
- Frescobaldi, Vittorio de’ (* 1928), italienischer Unternehmer, italienischer Weinproduzent

### Fresd
- Fresdorf, Ernst (1889–1967), deutscher Politiker der SPD
- Fresdorf, Paul (* 1977), deutscher Politiker (FDP), MdA

### Frese
- Frese, Andreas (* 1977), deutscher Pianist und Liedbegleiter
- Frese, August von (1850–1920), deutscher Landwirt, Präsident der Landwirtschaftskammer sowie Mitglied des Landtages
- Frese, Bernhard († 1688), Bürgermeister der Hansestadt Lübeck
- Frese, Carl (1790–1873), deutscher Militärmediziner, zuletzt Generalarzt
- Frese, Carl von (1861–1942), deutscher Verwaltungsbeamter und Landrat
- Frese, Christel (* 1944), deutsche Sprinterin
- Frese, Daniel (* 1540), deutscher Kartograph und Maler
- Frese, Eduard Paul Benedict (1872–1919), deutsch-baltischer Geistlicher, evangelisch-lutherischer Pastor, Bekenner in Estland
- Frese, Ernst von (1802–1875), königlich hannoverischer Generalmajor und zuletzt Adjutant des Kronprinzen Georg
- Frese, Franz (1850–1932), deutscher Ingenieur für Maschinenbau und Hochschullehrer
- Frese, Friedrich (1823–1874), Landtagsabgeordneter Waldeck
- Frese, Hans († 1608), deutscher Kartograf
- Frese, Heinrich (1794–1869), deutscher Bildhauer
- Frese, Herbert (1958–2014), deutscher Ju-Jutsu-Funktionär
- Frese, Hermann (1843–1909), deutscher Kaufmann und Politiker (FVg), MdR
- Frese, Hildburg (1915–2002), deutsche Schauspielerin und Theaterlehrerin
- Frese, Hinrich, Patrizier und Bürgermeister von Rostock
- Frese, Jürgen (1939–2007), deutscher Sozialphilosoph und Phänomenologe
- Frese, Maike (* 1963), deutsche Regionalplanerin und Bremer Staatsrätin (parteilos) für den Senatsbereich Wirtschaft
- Frese, Michael (* 1949), deutscher Psychologe
- Frese, Nolan (* 1992), US-amerikanischer American-Football-Spieler
- Frese, Peter (* 1953), deutscher Judoka und Sportfunktionär
- Frese, Reinhard (1943–2010), deutscher Biologe und Direktor des Zoo Duisburg
- Frese, Robert (* 1961), deutscher Fußballtorhüter
- Frese, Theophilus Wilhelm († 1763), deutscher Bildhauer
- Frese, Udo (* 1972), deutscher Informatiker und Wissenschaftler mit Forschungsschwerpunkt Maschinelles Sehen
- Frese, Walter (1872–1949), deutscher Architekt
- Frese, Wolrad (1843–1919), deutscher Landrat
- Fresedo, Osvaldo (1897–1984), argentinischer Tango-Musiker und -Komponist
- Freseken, Helena († 1565), Äbtissin des Klosters Kaufungen
- Fresen, Patricia (1940–2024), südafrikanische Theologin
- Fresenga, Andrés (* 1992), kanadischer Fußballspieler
- Fresenius, August (1789–1813), deutscher Dramatiker und Lyriker
- Fresenius, August Wilhelm (1886–1971), deutscher evangelischer Theologe
- Fresenius, Carl Remigius (1818–1897), deutscher analytischer Chemiker, Geheimer Hofrat und Begründer und Direktor des chemischen Labors zu Wiesbaden (heute: SGS Institut Fresenius)Carl Remigius Fresenius (1818–1897)

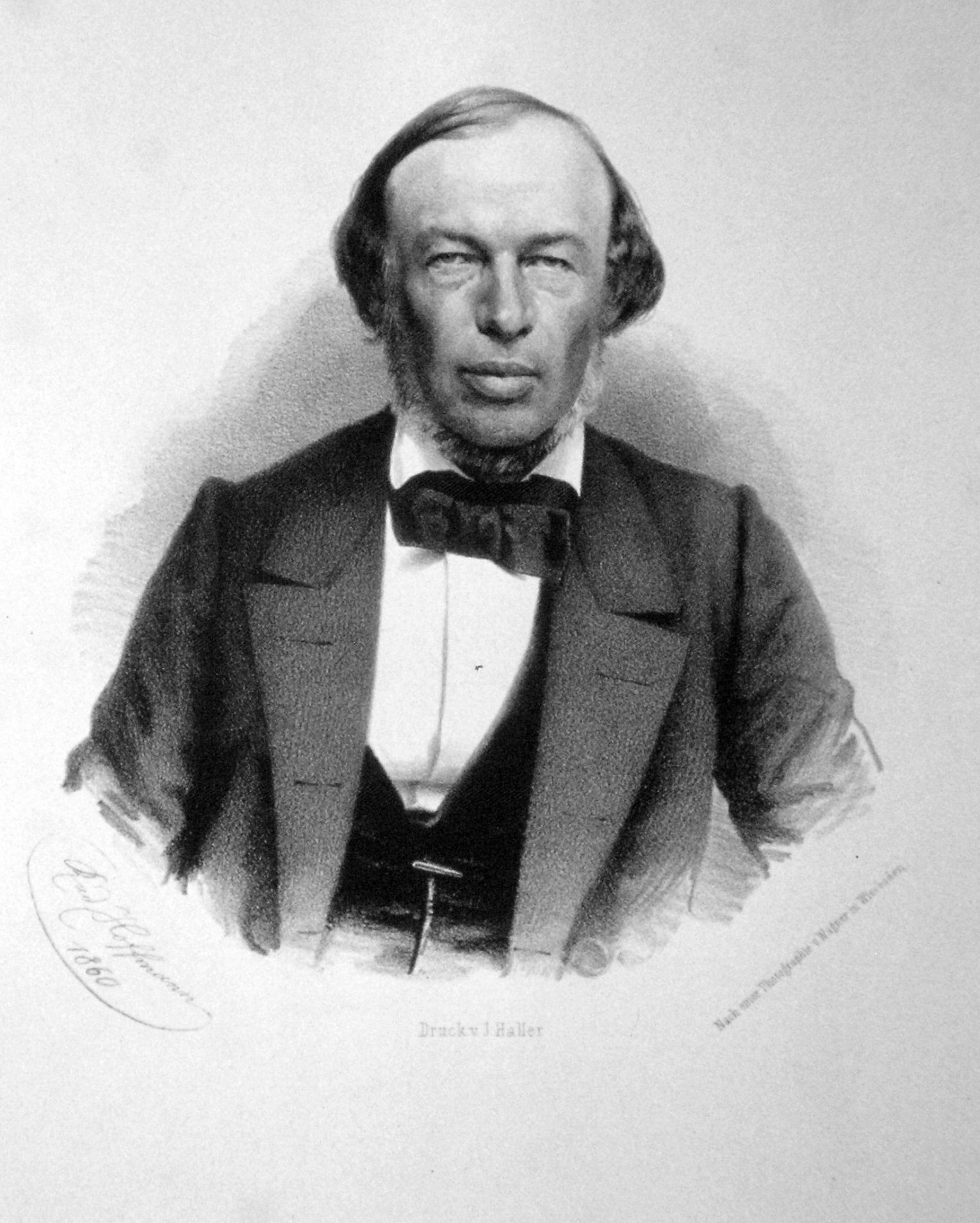
Carl Remigius Fresenius (1818–1897)

- Fresenius, Eduard (1874–1946), deutscher Apotheker und Unternehmer
- Fresenius, Georg (1808–1866), deutscher Arzt und Botaniker
- Fresenius, Heinrich (1785–1846), deutscher Politiker, MdL Großherzogtum Hessen
- Fresenius, Heinrich (1847–1920), deutscher analytischer Chemiker
- Fresenius, Johann Philipp (1705–1761), lutherischer Theologe und Senior des Predigerministeriums zu Frankfurt am Main
- Fresenius, Klaus (* 1952), deutscher Maler, Grafiker, Bildhauer und Musiker
- Fresenius, Ludwig (1886–1936), deutscher Chemiker
- Fresenius, Richard (1844–1903), deutscher Maler
- Fresenius, Theodor Wilhelm (1856–1936), deutscher Chemiker
- Fresenius, Ulrich von (1888–1962), Bürgermeister von Wernigerode
- Fresenius, Wilhelm Nils (1913–2004), deutscher Chemiker
- Fresez, Jean-Baptiste (1800–1867), luxemburgischer Maler

### Fresh
- Fresh, Danny (* 1978), deutscher Rapper
- Fresh, Doug E. (* 1966), US-amerikanischer Musiker (Beatbox)
- Fresh, Eko (* 1983), deutscher RapperEko Fresh (* 1983)

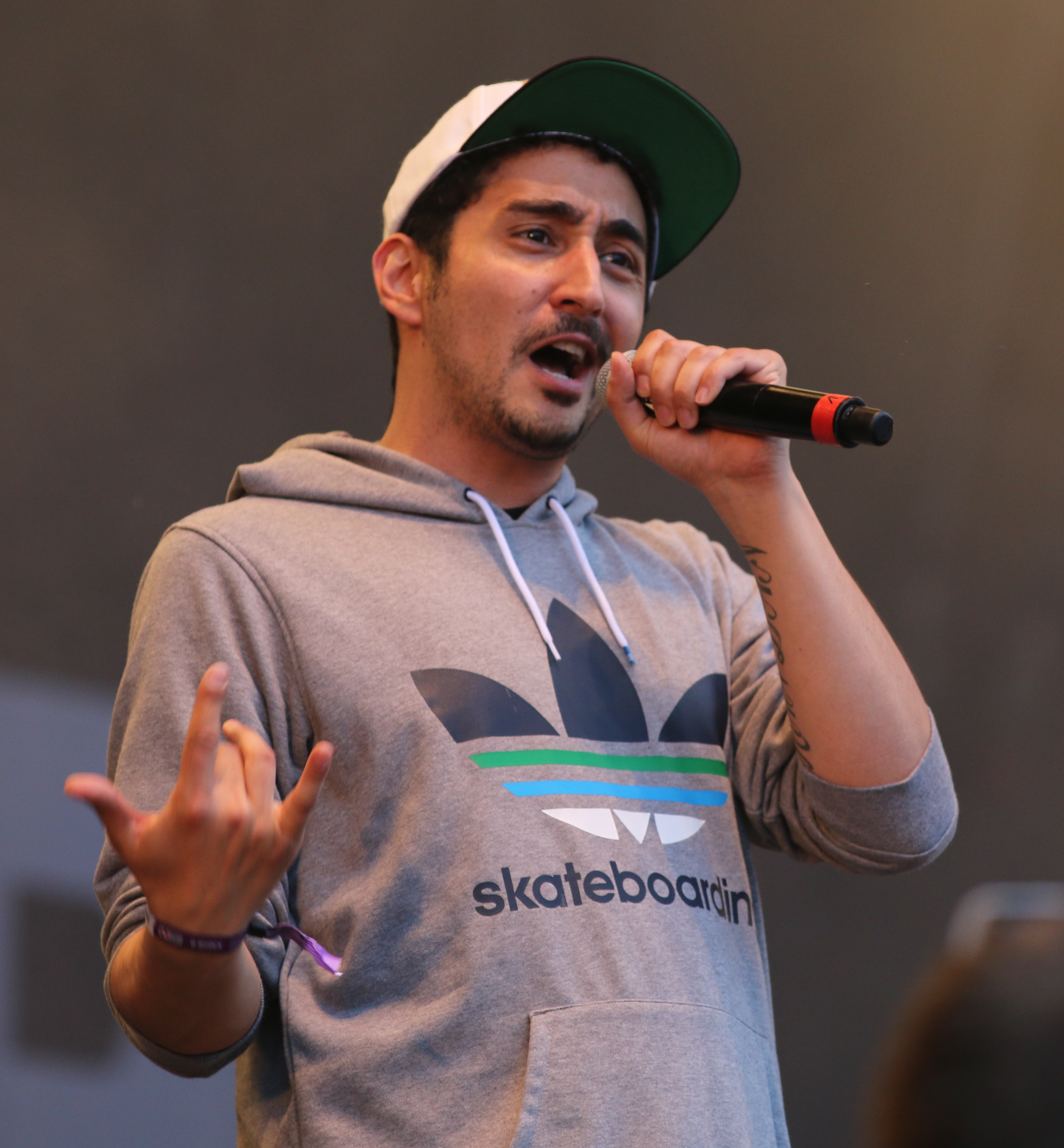
Eko Fresh (* 1983)

- Freshmaker (* 1987), österreichischer Hip-Hop- und Pop-Produzent
- Fresholtz, Les (1931–2021), US-amerikanischer Film- und Tontechniker
- Freshtorge (* 1988), deutscher Comedian
- Freshwater, Andrew (* 1973), britischer Skirennläufer

### Fresi
- Fresin, Kasper von († 1743), preußischer Oberst und Regimentschef
- Fresis, Errico (* 1963), deutsch-griechischer Dirigent und Pianist

### Fresk
- Freskin, Hugh, schottischer Adliger
- Fresko-Rolfo, Béatrice (* 1969), monegassische Politikerin

### Fresn
- Fresnadillo, Juan Carlos (* 1967), spanischer Regisseur und Drehbuchautor
- Fresnay, Pierre (1897–1975), französischer Theater- und Filmschauspieler
- Fresneau, Henry, französischer Komponist
- Fresneau, Jehan, franko-flämischer Komponist und Sänger der frühen Renaissance
- Fresneda, Bernardo de (1495–1577), spanischer Franziskaner, Bischof von Córdoba und königlicher Beichtvater
- Fresneda, Iván (* 2004), spanischer Fußballspieler
- Fresnedo Siri, Román (1903–1975), uruguayischer Architekt
- Fresnel, Augustin (1788–1827), französischer Physiker und Ingenieur
- Fresnel, Fulgence (1795–1855), französischer Orientalist und Diplomat
- Fresnel, Jean (* 1939), französischer Mathematiker
- Fresno Larraín, Juan Francisco (1914–2004), chilenischer Geistlicher, römisch-katholischer Erzbischof von Santiago de Chile und Kardinal

### Freso
- Frešo, Tibor (1918–1987), slowakischer Komponist und Dirigent

### Fress
- Fressel, Carl (1854–1897), deutscher Arzt und Autor
- Fressel, Julius (1857–1947), deutscher Mediziner (Gynäkologe)
- Fressinet, Laurent (* 1981), französischer Schachmeister
- Fressinet, Philibert (1767–1821), französischer Général de division
- Freßle, Kenny (* 2006), deutscher Fußballspieler
- Fresson, Bernard (1931–2002), französischer SchauspielerBernard Fresson (1931–2002)

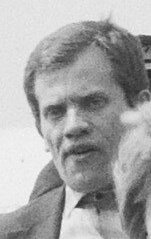
Bernard Fresson (1931–2002)

### Frest
- Fresta, Evelize, angolanische Arbeitsmedizinerin und Politikerin

### Fresu
- Fresu, Paolo (* 1961), italienischer Jazzmusiker